# Funda Müjde
 (décembre 2018).
Si vous disposez d'ouvrages ou d'articles de référence ou si vous connaissez des sites web de qualité traitant du thème abordé ici, merci de compléter l'article en donnant les références utiles à sa vérifiabilité et en les liant à la section « Notes et références ».
Funda Müjde, née le 4 septembre 1961 à Adana, est une actrice turco-néerlandaise.

## Filmographie

### Cinéma et téléfilms
- 1984 : Turkse Video : Suheyla
- 1987 : Julia's Geheim : Arzu Sülün
- 1991-1992 : Medisch Centrum West (nl) : Selma Lokman
- 1993 : Vrouwenvleugel (nl) : Derya Usta
- 2000 : Russen (nl) : Yasmine Demirbas
- 2003 : Vrijdag de 14e: Erekwestie : La mère
- 2004 : FF Moeve (nl) : La mère de Ezra
- 2005 : Keyzer & De Boer Advocaten : Mirjam Ibis
- 2006 : Shouf Shouf! (nl) : Hanan
- 2012 : Koen Kampioen de serie : Fatma
- 2012 : Goede tijden, slechte tijden de Reg Watson : Elif Baydar